# Liste der Kardinaldiakone von Santa Maria in Cosmedin
Folgende Personen waren Kardinaldiakone von Santa Maria in Cosmedin (lat. Diaconia Sanctae Mariae in Cosmedin) in Rom:
- Giovanni Caetani OSB (1088–1118)[1]
- Stefano da Crema (1120–1128)
- Adenulf (1132–1144)[2]
- Giacinto Bobone (1144–1191)[3]
- Nicolo Scolari (1191–1200)
- Giovanni dei Conti di Segni (1200–1213)
- Raniero Capocci OCist (1216–1250)
- Giacomo Savelli (1261–1285)
- Francesco Caetani (1295–1317)
- Napoleone Orsini (1317–1320), in commendam
- Raymond Le Roux (1320–1325)
- Guillaume de La Jugie (1342–1368) (siehe Haus Rogier de Beaufort)
- Pierre de La Jugie (1375–1376) (siehe Haus Rogier de Beaufort)
- Pedro Martínez de Luna y Gotor (1375–1394)
- Gugilemo d’Altavilla (1383–1385)
- Pietro Morosini (1408–1424)
- Lucido Conti di Poli (1411–1437), anfangs Pseudokardinal von Gegenpapst Johannes XXIII., nach 1437 Kardinal
- Raymond Pérault (1493–1496)
- Luigi d’Aragona (1496–1519)
- Franciotti Orsini (1519–1534)
- Niccolò Ridolfi (1534–1540)
- Guidascanio Sforza (1540)
- Reginald Pole (1540–1555); Kardinalpriester pro hac vice (1555–1558)
- Giacomo Savelli (1558–1573)
- Antonio Carafa (1573–1577)
- Filippo Guastavillani (1577–1583)
- Giovanni Vincenzo Gonzaga (1583–1585); Kardinalpriester pro hac vice (1585–1587)
- Alessandro Damasceni Peretti (1587)
- Girolamo Mattei (1587–1589)
- Benedetto Giustiniani (1589–1591)
- Ascanio Colonna (1591–1599)
- Giovanni Battista Deti (1599–1614)
- Alessandro Orsini (1616–1626)
- Pietro Maria Borghese (1626–1633)
- Lelio Biscia (1633–1637)
- Alessandro Cesarini (1637–1638)
- Girolamo Colonna (1639–1644)
- Virginio Orsini (1644–1653)
- Vincenzo Costaguti (1653–1656)
- Paolo Emilio Rondinini (1656–1668)
- Carlo Gualterio (1668–1669)
- Giacomo Franzoni (1669–1670)
- Leopoldo de’ Medici (1670–1675)
- Carlo Barberini (1675–1683)
- Paolo Savelli (1683–1685)
- Felice Rospigliosi (1685–1686)
- Benedetto Pamphilj (1686–1688)
- Fulvio Astalli (1688–1689)
- Carlo Bichi (1690–1693)
- vakant (1693–1706)
- Nicola Grimaldi (1706–1716)
- Annibale Albani (1716–1722)
- Alessandro Albani (1722–1741); in commendam (1741–1779)
- Pasquale Acquaviva d’Aragona (1779–1780)
- Gregorio Antonio Maria Salviati (1780–1790)
- Fernando Spinelli (1790–1795)
- vakant (1795–1800)
- Fabrizio Dionigi Ruffo (1800–1821)
- Antonio Maria Frosini (1823–1834)
- Alessandro Spada (1835–1843)
- Paolo Orsi Mangelli (1844–1846)
- Giovanni Serafini (1846–1855)
- Giuseppe Ugolini (1855–1858)
- vakant (1858–1875)
- Lorenzo Ilarione Randi (1875–1884)
- vakant (1884–1889)
- Gaetano de Ruggiero (1889–1896)
- vakant (1896–1903)
- Giuseppe Callegari, Kardinalpriester pro hac vice (1903–1906)
- Aristide Cavallari, Kardinalpriester pro hac vice (1907–1914)
- Oreste Giorgi (1916–1923); Kardinalpriester pro hac vice (1923–1924)
- Alessandro Verde (1925–1935); Kardinalpriester pro hac vice (1935–1958)
- Francesco Roberti (1958–1967)
- vakant (seit 1967)